# Erato maugeriae
Erato maugeriae är en snäckart som beskrevs av Gray 1823. Erato maugeriae ingår i släktet Erato och familjen Triviidae. Inga underarter finns listade i Catalogue of Life.